# 桃花台まつり

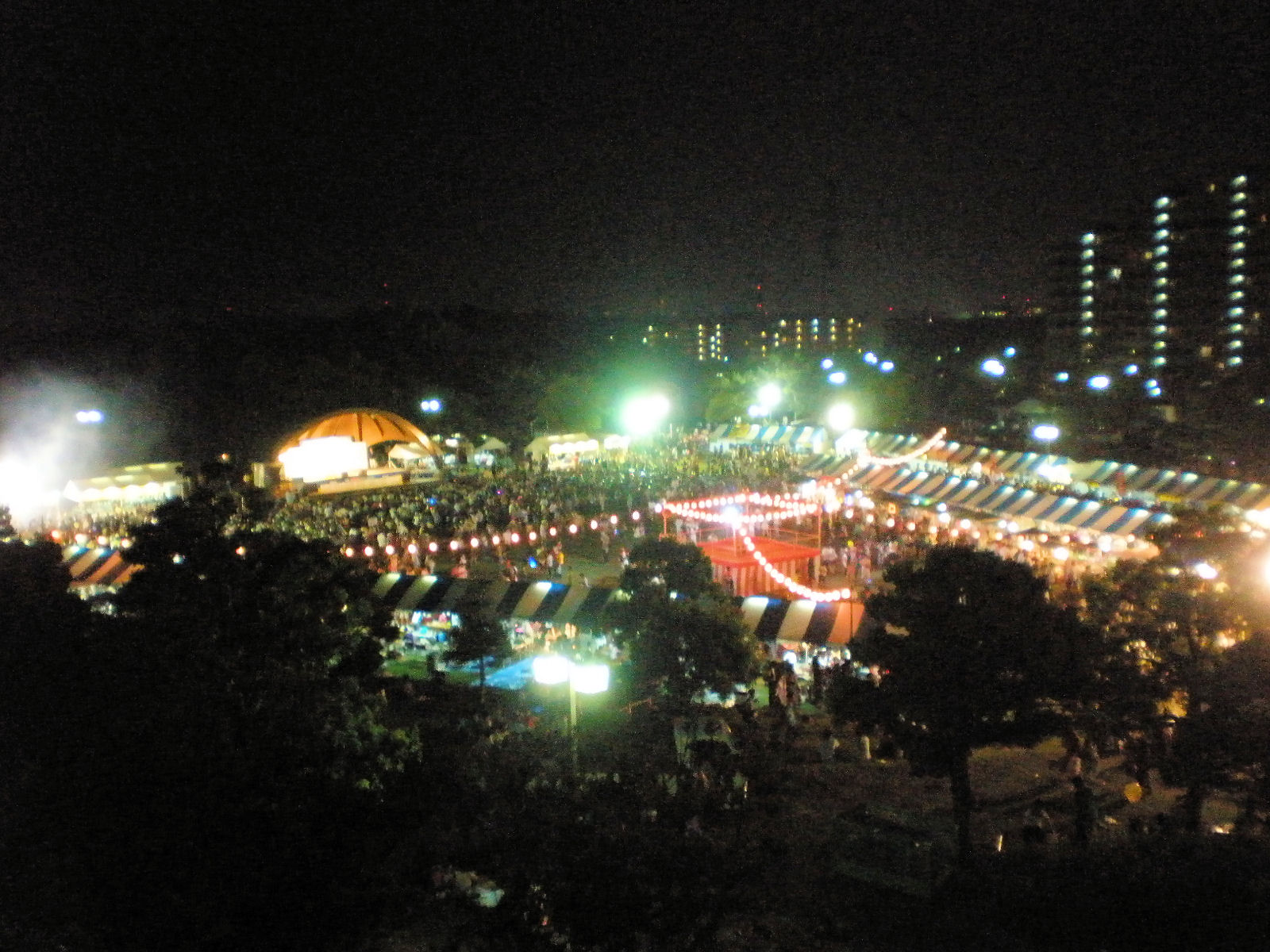
桃花台まつり（2009年撮影）

桃花台まつり（とうかだいまつり）は、愛知県小牧市城山にある桃花台中央公園で、7月から8月にかけて行われる夏祭りである。1987年に第1回が行われ、以後毎年夏に行われている。主催は桃花台区長会。フリーマーケットやコンサートなどが行われるほか、多数の屋台が出店される。また同公園のある桃花台ニュータウンやその周辺地域は、ブラジル人を筆頭に様々な国や地域からやってきた人達が暮らしている。そのため来場者や出店する屋台は、国際色が豊かである。
2020年は新型コロナウイルスの流行で開催中止。2021年、2022年も開催中止となったが、2023年に4年ぶりに開催されることが決定した。